# Chimarra guapa
Chimarra guapa är en nattsländeart som beskrevs av Lazar Botosaneanu 1977. Chimarra guapa ingår i släktet Chimarra och familjen stengömmenattsländor. Inga underarter finns listade i Catalogue of Life.